# Stenotaphrum dimidiatum
Stenotaphrum dimidiatum là một loài thực vật có hoa trong họ Hòa thảo. Loài này được (L.) Brongn. miêu tả khoa học đầu tiên năm 1832.